# Криничное (Сумская область)
Криничное (укр. Криничне) — село,
Криничненский сельский совет,
Тростянецкий район,
Сумская область,
Украина.
Код КОАТУУ — 5925083901. Население по переписи 2001 года составляло 360 человек.
Является административным центром Криничненского сельского совета, в который, кроме того, входят
посёлок Лесное и
село Машково.

## Географическое положение
Село Криничное находится у истоков небольшой, местами пересыхающей, речушки,
ниже по течению на расстоянии в 2 км расположено село Машково.
На реке несколько запруд.
Рядом проходит автомобильная дорога Т-1913.

## Знаменитые уроженцы
Бибиков, Павел Никонович — генерал-майор. Командовал — 19-я гвардейская стрелковая дивизия, в составе 39-й армии, 5-го гвардейского стрелкового корпуса.
Клюшников Иван Петрович — поэт, помещик. Владел имением в этом селе.

## Объекты социальной сферы
- Дом культуры.